# P555 Støren
P555 Støren var et dansk patruljefartøj af Flyvefisken-klassen benyttet af Søværnet og er opkaldt efter rovfisken støren. Efter omorganiseringen af eskadrerne i 2004 og frem til udfasningen i 2010 hørte skibet under division 23 (minerydningsdivisionen) i 2. Eskadre med basehavn på Flådestation Frederikshavn.
Skibet er det sjette skib i dansk tjeneste til at bære navnet Støren:
- Støren (brig, 1773-1814)
- Støren (kanonbåd, 1852-1861)
- Støren (torpedobåd, 1887-1919)
- Støren (torpedobåd, 1916-1940)
- U2/S322 Støren (undervandsbåd, 1947-1959) – (HMS Vulpine)
- P555 Støren (minerydningsfartøj, 1992-2010)